# Uloborus sexfasciatus
Uloborus sexfasciatus es una especie de araña araneomorfa del género Uloborus, familia Uloboridae. Fue descrita científicamente por Simon en 1893.
Habita en Filipinas.